# Baruch Placzek
Baruch Jakob Placzek (1. října 1834 Hranice – 17. září 1922 Brno) byl brněnský rabín. Své spisy publikoval pod pseudonymem Benno Planek.

## Život
Syn Abrahama Placzka, se narodil 1. října 1834 v Hranicích na Moravě. Vzdělával se na mikulovském a brněnském gymnáziu, a poté na univerzitě ve Vídni. Krátce studoval i v Lipsku, kde byl 6. listopadu 1856 promován doktorem filosofie. V následujících čtyřech letech vyučoval na židovských školách ve Frankfurtu nad Mohanem a v Hamburku.
Jeho mladší sestra Eva (1840–1926) se provdala za rabína a historika Samuel Baecka (1834–1912). Jejich syn Leo (1873–1956) byl vrchním berlínským rabínem a představitelem reformního judaismu.
V roce 1859 byla oficiálně ustavena brněnská židovská obec a již roku 1860 jej povolali představení obce do Brna na pozici vrchního brněnského rabína, kterou zastával až do roku 1905. Je tedy velmi těsně spjat s historií novodobé brněnské židovské obce od jejího počátku. Atmosféra, do které přišel, byla velmi odlišná od doby, kdy jako rabín začínal jeho otec.
V době Placzkova působení se život Židů velmi výrazně měnil. Jejich počet v Brně se tehdy pohyboval kolem dvou tisíc. Stále více se prosazovali ve společenském i profesním životě; vycházely židovské noviny, byly zakládány různé spolky – kulturní, sportovní či společenské, dokonce vznikala i politická uskupení.
On sám, člověk proslulý svou moudrostí, vzděláním a zájmy renesančního rozsahu, věnoval nemalou péči povznesení brněnské židovské náboženské obce, která za doby jeho působení získala dobré učitele pro vlastní obecnou školu a také pro vyučování náboženství. Zasloužil se rovněž o vybudování druhé brněnské synagogy na Ponávce. V roce 1884, po smrti otce, mu byl svěřen úřad moravského zemského rabína, ve kterém setrval až do své smrti v roce 1922. Baruch Placzek, rytíř Řádu Františka Josefa, byl spoluzakladatelem Semináře israelitských studií ve Vídni, jehož součástí byla i škola pro kantory.
Proslul jako kazatel, ale věnoval se i přírodovědnému bádání, patřil mezi uznávané ornitology své doby. Udržoval odborné písemné kontakty s Charlesem Darwinem. Byl též blízkým přítelem Johanna Gregora Mendela a dle rodinné tradice snad jediným, kdo význam jeho genetických objevů (získaných spíše metodami fyziky) již tehdy rozpoznal. Po Mendelově smrti prý dokonce pokračoval na zahradě v podobných botanických pokusech. Významné místo získal i v literární oblasti, kde publikoval pod pseudonymem Benno Planek.
Oženil se s Karolinou, rozenou Löw-Beerovou (z rodu spjatého s pražským Maharalem), se kterou měl sedm dětí: Sáru, Lindu, Idu, Emmu, Alfreda, Oswalda a Irmu.